# 사형도수
《사형도수》(蛇形刀手, Snake In The Eagle's Shadow), 《사형조수》(蛇形雕手)는 홍콩에서 제작된 원화평 감독의 1978년 액션 영화이다. 성룡 등이 주연으로 출연하였고 오사원 등이 제작에 참여하였다.

## 출연

### 주연
- 성룡 - 간복
- 원소전 - 백장천
- 황정리 - 상관일운

### 조연
- 석천 - 이 사범
- 로이 호랜 - 러시아 자객
- 풍극안 - 조제지
- 조지릉 - 양 사범

## 기타
- 프로듀서: 장권
- 조명: 임위
- 조연출: 하천성
- 조연출: 소룡
- 미술: 정원대
- 분장: 고소평
- 분장: 노서련
- 의상: 공권개
- 의상: 포국란
- 무술연출: 서하
- 무술연출: 원화평
- 무술조연출: 원진양
- 무술조연출: 원규
- 무술조연출: 원신의
- 소품: 양세정

## 한국판 성우진(SBS)
- 장세준 - 간복(성룡)
- 신성호 - 상관일운(황정리)
- 황원 - 백장천(원소전)
- 온영삼 - 지관장(풍경문)
- 김규식 - 조제지(풍극안) / 홍 관장(진요림)
- 이종오 - 읍장(임원)
- 이봉준 - 양 사범(조지릉) / 주방장(금흠)
- 김준 - 무술대회 우승자(왕장) / 읍장의 아들(장금)
- 최병상 - 이 사범(석천) / 상관일운의 부하(서하)
- 황윤걸 - 러시아 자객(로이 호랜) / 연 사범(진룡)
- 순동운 - 홍위무관의 집사(채휘)